# Josef
Josef er et drengenavn, der stammer fra hebraisk. I Bibelen er det navnet på flere personer, tidligst en af patriarken Jakobs sønner. I 1.Mos.30,24 tolkes navnet (noget vel frit) som: "Måtte Herren give mig endnu en søn".
Josef har nogle udenlandske former:
- Russisk: Iosif.
- Polsk: Józef.
- Engelsk: Joseph, Joe.
- Fransk: Joseph.
- Italiensk: Giuseppe (ofte fejlstavet "Guiseppe").
- Spansk og Portugisisk: José.
- Tysk: Sepp (kortform)

Kvindelige former er bl.a Jo, Josefa, Josefine og Josephine.

## Bibelske personer med navnet
- Josef, yndlingssøn til patriarken Jakob.
- Josef, stedfar til Jesus
- Josef, bror til Jesus ifølge Mark 6,3 Arkiveret 12. november 2007 hos  Wayback Machine.

## Kendte personer med navnet
- Josef 1., Josef 2., tysk-romerske kejsere.
- José Carreras, spansk operasanger.
- Joseph Goebbels, tysk nazist.
- Joseph Haydn, østrigsk komponist.
- Joseph Heller, amerikansk forfatter.
- Josef Hoffmann, østrigsk arkitekt.
- Joseph McCarthy, amerikansk politiker.
- Josef Mengele, tysk nazistisk læge.
- Josef Motzfeldt, grønlandsk politiker.
- José Mourinho, portugisisk fodboldtræner.
- Sepp Piontek, tysk fodboldspiller og -træner.
- José Saramago, portugisisk forfatter.
- Josef Stalin, sovjetisk diktator.
- Giuseppe Verdi, italiensk komponist.
- Joe Zawinul, østrigsk-født jazzmusiker.

## Navnet anvendt i fiktion
- Joseph and the Amazing Technicolor Dreamboat er en musical skrevet af Andrew Lloyd Webber og Tim Rice.
- Josef og hans brødre er en roman af Thomas Mann.
- Josefa er den kvindelige hovedperson i operetten og filmen Sommer i Tyrol.